# 2008-as pakisztáni földrengés
A 2008-as pakisztáni földrengés október 29-én Pakisztán Beludzsisztán részén a Richter-skála szerinti 6,4-es erősségű rengéssel 215 ember halálát okozta (Edhi Alapítvány szerint). Az áldozatok száma, melyet megerősítettek, emelkedhet akár 400-ig is, hiszen a rengés jó néhány települést elvágott a külvilágtól. A rengés epicentruma Kvetta várostól 60 kilométerre északra és Afganisztán Kandahár településétől 185 kilométerre Ziarat völgyében volt. Ottani idő szerint október 29. 4:09, világidőben október 28. 23:09 volt a rengés pontos időpontja.
A 215 halott mellett több mint 200-an megsérültek (Mohammed Zaman szerint). 120 000-ren váltak hajléktalanokká (Dilawar Khan Kakar szerint). A The New York Times riportot készített Qamar Zaman Chaudhry-val, a Pakisztáni Meteorológiai Központ vezetőjével, aki a földrengés epicentrumát Kvettától 70 mérföldre északra és Iszlámábádtól 600 kilométerre délnyugatra nevezte meg.
Kvetta, Beludzsisztán központját, 1935 óta nem sújtotta komolyabb földmozgás, akkor a Richter-skála szerinti 7,6 rengés 30 000 ember halálát okozta a US Geological Survey szerint. Kasmírban 2005 októberében szintén egy 7,6-os földrengést mértek.

## Tektonikai összefoglaló
Földrengések és földmozgások Nyugat- és Észak-Pakisztánban és Afganisztán szomszédos részein India földkérgének északi irányú elmozdulását eredményezték. Ez 40 millimétert jelent évente.

## Lásd még
- 2008-as peloponnészoszi földrengés – 2008. június 8.
- 2008-as szecsuani földrengés – 2008. május 12.